# Gandaritis magnifica
Gandaritis magnifica là một loài bướm đêm trong họ Geometridae.